# John Forster (soldat)
John Forster (1515-1602) était un militaire anglais et gardien des Marches.

## Biographie
Destiné très tôt à une carrière militaire, Forster est impliqué dans les conflits entre l'Angleterre et l'Écosse. En 1542, il participe à la bataille de Solway Moss et en 1547 à la bataille de Pinkie Cleugh. Adoubé par Somerset, il est nommé shérif du Northumberland en 1549-1550.
Il part en Écosse en août 1563 négocier la délimitation des frontières et en janvier 1565 le statut du comte de Moray, réfugié en Angleterre. En 1569, il participe à la suppression du soulèvement du Nord. En 1572, il est chargé d'exécuter le comte de Northumberland.
En juillet 1575, il est capturé par une petite troupe écossaise commandée par John Carmichael lors du raid de Redeswire mais est rapidement libéré.
En septembre 1586, accusé de meurtre et d'abus dans l'exercice de ses fonctions, il est écarté de ses charges de gardien de la frontière. Faute de preuves, il est restauré en avril 1588. Il quitte à nouveau ses fonctions en octobre 1595, cette fois à cause de son âge avancé.
Le 24 octobre 1597, il manque de peu d'être capturé par les Écossais au château de Bamburgh. Il y meurt le 13 janvier 1602.

## Famille
De son épouse Jane Radcliffe, il a deux filles : Eleanor, mère d'Edward Russell, et Grace, mère de John Fenwick.
D'une femme dont le nom reste inconnu, il a un fils : Nicholas, adoubé en 1603. Nicholas est le père de Claudius Forster.